# Maria Baar
Maria Teresa Baar (ur. 10 października 1939 w Jarocinie, zm. 2 listopada 2016 w Józefowie) – polska pedagożka, polonistka, bibliotekarka, regionalistka, publicystka, animatorka kultury.

## Życiorys
Ukończyła Liceum Pedagogiczne w Rogoźnie, Studium Nauczycielskie w Poznaniu (filologia polska) oraz Wyższe Studium Zawodowe w Poznaniu (bibliotekoznawstwo). Jako nauczycielka pracowała w szkołach podstawowych m.in.: w Józefowicach, Szamocinie, Świnoujściu i Pruścach. Od 1975 roku była kierowniczką filii wągrowieckiej Wojewódzkiej Biblioteki Pedagogicznej w Pile. Przez pewien czas kierowała Szkołą Podstawową nr 4. W Wągrowcu pisała książki i artykuły o ważnych dla miasta postaciach (m.in. o Tadeuszu Nożyńskim, Bronisławie Zielińskim, Piotrze Palińskim, księdzu Piotrze Ratajczaku). Pracując w bibliotece poznała Tadeusza Nożyńskiego, z którym współpracowała i na temat którego wydała książkę.
Będąc na emeryturze organizowała bibliotekę Państwowej Szkoły Muzycznej w Wągrowcu. Współpracowała z „Głosem Wągrowieckim” i z miesięcznikiem „Światłość”.
Była babcią aktorki filmowej i teatralnej Kamilli Baar-Kochańskiej.
Zmarła 2 listopada 2016 roku w Józefowie. Pochowana 14 listopada 2016 w Szamocinie.

## Wybrane publikacje
- „Tadeusz Nożyński”, Towarzystwo Przyjaciół Ziemi Pałuckiej w Wągrowcu[10].
- „Bronisław Zieliński” (współautor Maciej Zieliński), Towarzystwo Przyjaciół Ziemi Pałuckiej w Wągrowcu[10].
- „20 lat Państwowej Szkoły Muzycznej”.
- „Wiara pochodnią nadziei”.
- „35 lat Banku Spółdzielczego w Wągrowcu”.
- „Ksiądz Piotr Ratajczak”.
- „Piotr Paliński - nauczyciel, redaktor, pisarz”.
- Liczne artykuły publicystyczne oraz historyczne.

## Nagrody i wyróżnienia
- Nagroda Ministra Oświaty w latach: 1975, 1980 oraz 1990.
- Medal za „wybitne zasługi w rozwoju województwa pilskiego”
- Medal za „wybitne osiągnięcia w zakresie Postępu Pedagogicznego”
- Odznaka „Zasłużony Działacz Kultury”
- Medal Rodła
- Medal Komisji Edukacji Narodowej
- Złoty Krzyż Zasługi
- Honorowa Nagroda Miasta Wągrowca (2004)
- Złoty Liść 2011 - Doroczna Honorowa Nagroda Głosu Wągrowieckiego
- Członkini Honorowa Towarzystwa Przyjaciół Ziemi Pałuckiej[11]